# Larry Graham

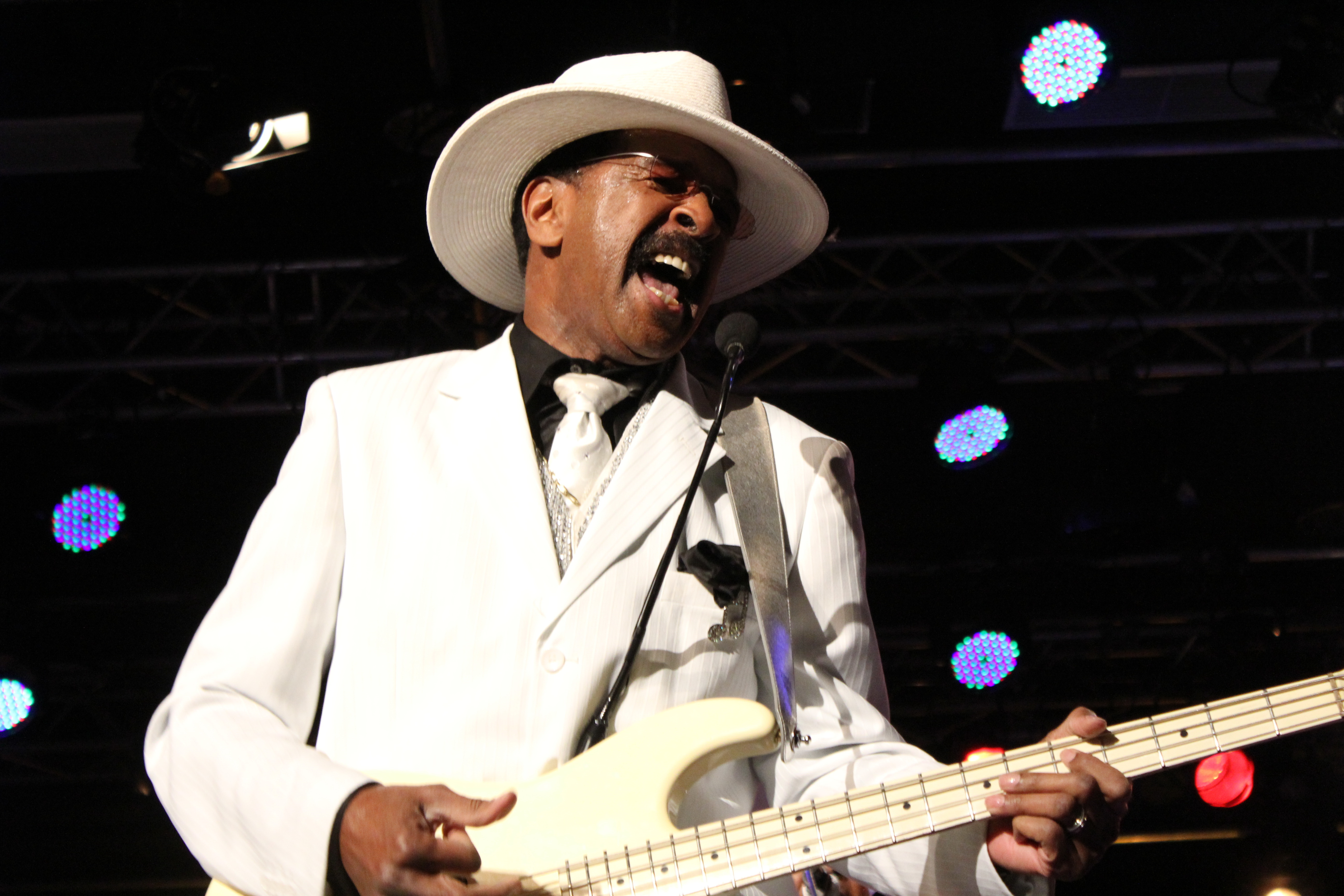
Larry Graham (2013)

Larry Graham, Jr. (* 14. August 1946 in Beaumont, Texas) ist ein amerikanischer Sänger, Musiker, Songwriter und Musikproduzent. Er ist der Onkel des Rappers Drake.

## Karriere
Graham ist als Bassist der Band Sly & the Family Stone bekannt geworden. Nachdem Sly Stone Drogenprobleme bekommen hatte, stieg Graham aus und gründete sein eigenes Projekt Graham Central Station. Ab 1997 spielte er mit Prince. Graham gehörte damals wie heute zu den Zeugen Jehovas, und Prince trat später ebenfalls dieser Glaubensgemeinschaft bis zu seinem Tod bei.
Larry Graham gilt als Erfinder der Slap-Technik auf dem E-Bass.

## Diskografie

### Alben
| Jahr | Titel                | Höchstplatzierung, Gesamtwochen, AuszeichnungChartsChartplatzierungen (Jahr, Titel, Platzierungen, Wochen, Auszeichnungen, Anmerkungen) | Anmerkungen                |
| Jahr | Titel                | US | Anmerkungen                |
| ---- | -------------------- | --- | -------------------------- |
| 1979 | Star Walk            | US136 (4 Wo.)US | mit Graham Central Station |
| 1980 | One In a Million You | US26 Gold · (24 Wo.)US |                            |
| 1981 | Just Be My Lady      | US46 (13 Wo.)US |                            |
| 1982 | Sooner or Later      | US142 (9 Wo.)US |                            |
| 1983 | Victory              | US173 (4 Wo.)US |                            |

Weitere Alben
- 1985: Fired Up
- 1992: Live in Japan
- 1996: Live in London
- 1996: The Best of Larry Graham and Graham Central Station, Vol. 1
- 1998: Back by Popular Demand
- 2012: Raise Up

### Singles
| Jahr | Titel Album                              | Höchstplatzierung, Gesamtwochen, AuszeichnungChartplatzierungen (Jahr, Titel, Album, Platzierungen, Wochen, Auszeichnungen, Anmerkungen) | Höchstplatzierung, Gesamtwochen, AuszeichnungChartplatzierungen (Jahr, Titel, Album, Platzierungen, Wochen, Auszeichnungen, Anmerkungen) | Anmerkungen |
| Jahr | Titel Album                              | UK | US | Anmerkungen |
| ---- | ---------------------------------------- | --- | --- | ----------- |
| 1980 | One In a Million You                     | — | US9 Gold · (20 Wo.)US |             |
| 1980 | When We Get Married One In a Million You | — | US76 (4 Wo.)US |             |
| 1981 | Just Be My Lady                          | — | US67 (5 Wo.)US |             |
| 1982 | Sooner or Later                          | UK54 (4 Wo.)UK | — |             |

Weitere Singles
- Guess Who
- Don’t Stop When You’re Hot
- I Never Forget Your Eyes

Gastmusiker auf Prince-Alben
- 1998: Newpower Soul
- 1999: Rave Un2 the Joy Fantastic
- 2001: The Rainbow Children
- 2002: One Nite Alone … Live!
- 2004: The Slaughterhouse (Download-Album)
- 2018: Anthology: 1995–2010